# Movimento contro la guerra

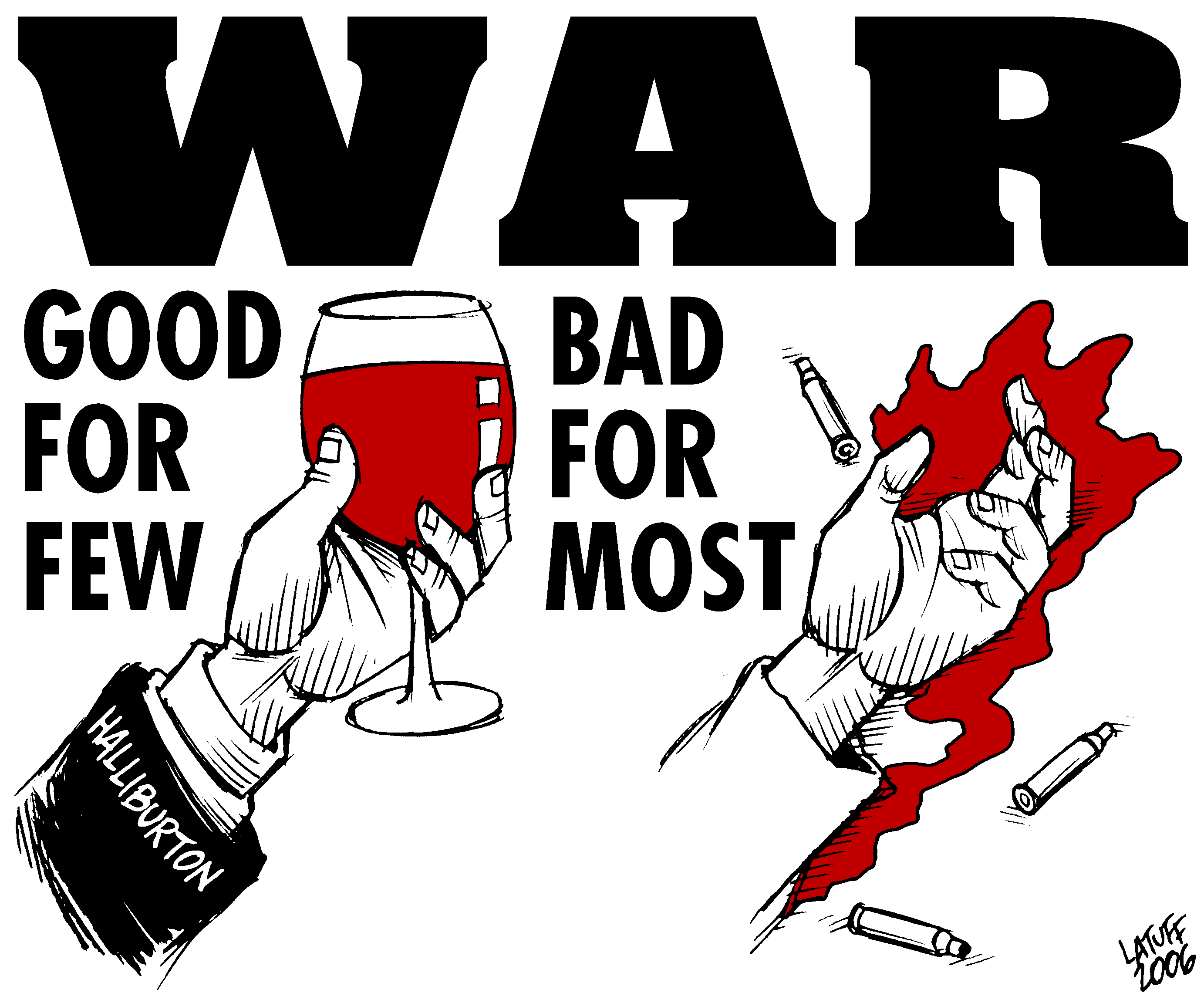
Manifesto antiguerra.

Un movimento contro la guerra, a cui ci si riferisce anche con il termine movimento di opposizione alla guerra oppure movimento anti-guerra, è un movimento sociale che si oppone alla decisione di una o più nazioni di iniziare e/o portare avanti un conflitto armato. Il termine contro la guerra può anche riferirsi al pacifismo, che è l'opposizione a qualsiasi uso della forza militare durante i conflitti, o a libri, dipinti e altre opere d'arte portatrici di valori contrari ad una o più guerre. Alcuni attivisti distinguono tra movimenti contro la guerra e movimenti per la pace. Gli attivisti contro la guerra lavorano attraverso proteste e altri mezzi di base per tentare di fare pressione su un governo (o più governi) affinché metta fine a una particolare guerra o conflitto o ne impedisca l'insorgenza.